# Бдама
Бдама (араб.  بداما ‎) — небольшой город на северо-западе Сирии, расположенный на территории мухафазы Идлиб. Входит в состав района Джиср-эш-Шугур. Является административным центром одноимённой нахии.

## Географическое положение
Город находится в западной части мухафазы, к востоку от государственной границы с Турцией, на высоте 508 метров над уровнем моря.

Бдама расположена на расстоянии приблизительно 38 километра к западу-юго-западу (WSW) от Идлиба, административного центра провинции и на расстоянии 250 километров к северо-северо-западу (NNW) от Дамаска, столицы страны.

## Население
По данным официальной переписи 2004 года численность населения города составляла 4162 человек (2125 мужчин и 2037 женщин).

## Транспорт
Через восточную часть города проходит автотрасса М4. Имеется железнодорожная станция. Ближайший гражданский аэропорт — Международный аэропорт имени Басиля Аль-Асада.